# Leslie Uggams
Leslie Marian Uggams (New York, 1943. május 25. –) Tony- és Daytime Emmy-díjas amerikai színésznő, énekesnő.
Legismertebb alakítása Kizzy Reynolds a Gyökerek című sorozatban. A Deadpool filmekben is szerepelt.

## Fiatalkora
New York Harlem negyedében született. Juanita Ernestine (Smith), a Cotton Club kórustáncosnő és Harold Coyden Uggams, liftkezelő és karbantartó lánya. A New York-i Professional Children's School of New Yorkba és a Juilliardra járt.

## Pályafutása
1975-ben a Poor Pretty Eddie című filmben tűnt fel. Első komolyabb szerepe az 1977-es Gyökerek című minisorozatban volt, amelyért Emmy-jelölést kapott. 1982 és 1984 között a Fantasy című műsor házigazdája volt. 1996-ban Keefer szerepét játszotta az All My Children című sorozatban. 2016-ban a Deadpool című filmben szerepelt, mint Vak Al. 2018-ban megismételte a szerepét a Deadpool 2. című filmben. 2023-ban az Apu, az intergalaktikus fejvadász című sorozatban szinkronizált. Még ebben az évben szerepelt az Amerikai irodalom című filmben.

## Magánélete
1965 óta házas menedzserével, Grahame Pratt-tel. A New York-i Professional Children's School of New Yorkban ismerkedett meg a férjével, ahol mindketten diákok voltak. A pár akkor találkozott újra, amikor Uggams Sydneyben lépett fel, az egyik sztár turnéja során, és a férfi ezután a menedzsere lett. Az esküvőjük után úgy döntöttek, hogy New Yorkban telepednek le, mert ott viszonylag toleránsak a vegyes bőrszínű kapcsolatokkal szemben. 1970-ben született meg a pár lánya, Danielle, 1975-ben pedig a fiuk, Justice.

## Filmográfia

### Filmek
| Év   | Magyar cím                     | Eredeti cím               | Szerep                   | Magyar hang |
| ---- | ------------------------------ | ------------------------- | ------------------------ | ----------- |
| 1962 | Egy amerikai Rómában           | Two Weeks in Another Town | Énekesnő                 |             |
| 1972 | Eltérítve                      | Skyjacked                 | Lovejoy Wells            |             |
| 1972 |                                | Black Girl                | Netta                    |             |
| 1975 |                                | Poor Pretty Eddie         | Elizabeth 'Liz' Wetherly |             |
| 1993 | Sugar Hill, a kiégett dzsungel | Sugar Hill                | Doris Holly              |             |
| 2009 |                                | Toe to Toe                | nagymama                 |             |
| 2014 |                                | Just the Three of Us      | Regina                   |             |
| 2016 | Deadpool                       | Deadpool                  | Vak Al                   | Tóth Judit  |
| 2018 | Deadpool 2.                    | Deadpool 2                | Vak Al                   | Tóth Judit  |
| 2021 |                                | The Ravine                | Joanna                   |             |
| 2022 |                                | Nanny                     | Kathleen                 |             |
| 2022 |                                | Dotty & Soul              | Dotty                    |             |
| 2023 | Amerikai irodalom              | American Fiction          | Agnes Ellison            | Vándor Éva  |
| 2024 | Deadpool & Rozsomák            | Deadpool & Wolverine      | Vak Al                   | Tóth Judit  |

### Televíziós szerepek
| Év         | Magyar cím                        | Eredeti cím                          | Szerep                              | Megjegyzések                          |
| ---------- | --------------------------------- | ------------------------------------ | ----------------------------------- | ------------------------------------- |
| 1966       |                                   | Hullabaloo                           | önmaga                              | műsorvezető                           |
| 1966       |                                   | The Girl from U.N.C.L.E.             | Natasha Brimstone                   | 1 epizód                              |
| 1967       |                                   | I Spy                                | Tonia                               | 1 epizód                              |
| 1969       |                                   | The Leslie Uggams Show               | önmaga                              | 10 epizód                             |
| 1970       |                                   | Swing Out, Sweet Land                | énekes                              | különkiadás                           |
| 1972       |                                   | The Mod Squad                        | Dina Lane                           | 1 epizód                              |
| 1974       |                                   | Marcus Welby, M.D.                   | Laurie Williams                     | 1 epizód                              |
| 1977       | Gyökerek                          | Roots                                | Kizzy Reynolds                      | minisorozat magyar hangja Szabó Éva   |
| 1979       |                                   | Backstairs at the White House        | Lillian Rogers Parks                | minisorozat                           |
| 1981       |                                   | Sizzle                               | Vonda                               | tévéfilm                              |
| 1981, 1987 | Szerelemhajó                      | The Love Boat                        | Callie Reason, önmaga, Marion Blake | 3 epizód                              |
| 1982–1984  |                                   | Fantasy                              | önmaga                              | műsorvezető                           |
| 1984       | Magnum                            | Magnum, P.I.                         | Alexis Carter                       | 1 epizód magyar hangja Kocsis Mariann |
| 1987       |                                   | Hotel                                | Amanda Price                        | 1 epizód                              |
| 1991       | Cosby                             | The Cosby Show                       | Kris Temple                         | 1 epizód                              |
| 1993       |                                   | A Different World                    | Dr. Eileen Redding                  | 1 epizód                              |
| 1995       |                                   | Under One Roof                       | Geneva                              | 1 epizód                              |
| 1996       |                                   | All My Children                      | Rose Keefer                         | 1 epizód                              |
| 2011       |                                   | Memphis Beat                         | Estelle                             | 1 epizód                              |
| 2011       | A férjem védelmében               | The Good Wife                        | Suzanne Packer                      | 1 epizód                              |
| 2015       | Jackie nővér                      | Nurse Jackie                         | Vivian                              | 3 epizód                              |
| 2016–2020  | Empire                            | Empire                               | Leah Walker                         | 21 epizód                             |
| 2017       | Henrietta Lacks örök élete        | The Immortal Life of Henrietta Lacks | Sadie                               | tévéfilm                              |
| 2021       |                                   | The Bite                             | Dr. Hester Boutella                 | 3 epizód                              |
| 2021       | Family Guy                        | Family Guy                           | önmaga (hangja)                     | 1 epizód                              |
| 2019–2022  | New Amsterdam                     | New Amsterdam                        | Mama Reynolds                       | 5 epizód magyar hangja Dóka Andrea    |
| 2023       | Extrapolációk                     | Extrapolations                       | Isabel Zucker                       | 1 epizód                              |
| 2023       | Apu, az intergalaktikus fejvadász | My Dad the Bounty Hunter             | nagyi (hangja)                      | 4 epizód magyar hangja Vándor Éva     |
| 2024       | Fallout                           | Fallout                              | Betty Pearson                       | 5 epizód magyar hangja Zsolnai Júlia  |